# Громов Григорій Петрович
Григорій Петрович Громов (нар. 1903, село Нікітіно Сичовського повіту Смоленської губернії, тепер Смоленської області, Російська Федерація — 17 лютого 1973, місто Москва, Російська Федерація) — радянський партійний і комсомольський діяч, секретар ЦК ВЛКСМ. Депутат Верховної Ради РРФСР 1—4-го скликань. Кандидат у члени ЦК ВКП(б) у 1939—1952 роках. Член Центральної ревізійної комісії КПРС у 1952—1961 роках.

## Біографія
Народився в родині селянина-середняка. У 1916 році закінчив чотирикласну церковноприходську школу в місті Сичовка Смоленської губернії. У червні 1917 — вересні 1922 року — селянин у господарстві батька в селі Нікітіно Сичовського повіту Смоленської губернії. У 1920 році вступив до комсомолу. У 1921 році закінчив школу 2-го ступеня у місті Сичовка Смоленської губернії.
У вересні 1922 — червні 1924 року — заступник секретаря, секретар Сичовського повітового комітету комсомолу Смоленської губернії.
Член РКП(б) з лютого 1924 року.
У червні 1924 — серпні 1926 року — заступник секретаря, секретар Дорогобузького і Ярцевського повітових комітетів комсомолу Смоленської губернії.
У серпні 1926 — березні 1929 року — інструктор Сичовського повітового комітету ВКП(б); секретар Воскресенського і Батюшковського волосних комітетів ВКП(б) Смоленської губернії.
У березні 1929 — березні 1930 року — заступник голови ради комуни, тректорист сільськогосподарської комуни «Перекличка» села Субботники Сичовського району Західної області. У березні — вересні 1930 року — завідувач Сичовського районного земельного відділу Західної області.
У вересні 1930 — лютому 1935 року — студент Саратовського інституту механізації імені Калініна, інженер-механік ковальської спеціальності.
У лютому 1935 — лютому 1937 року — інженер із гарячої обробки металів, у лютому — вересні 1937 року — начальник цеху Московського авіаційного заводу № 1 імені Авіахіму Наркомату оборонної промисловості СРСР.
У вересні 1937 — березні 1938 року — секретар парткому і парторг ЦК ВКП(б) Іркутського авіаційного заводу № 125 імені Сталіна в місті Іркутську.
У квітні — травні 1938 року — відповідальний організатор відділу керівних партійних органів ЦК ВКП(б).
У травні — листопаді 1938 року — 2-й секретар Ростовського обласного комітету ВКП(б).
22 листопада 1938 — 29 листопада 1945 року — секретар ЦК ВЛКСМ з кадрів.
З вересня 1941 року — в Червоній армії, учасник німецько-радянської війни. У вересні 1941 — грудні 1944 року — член Військової ради штабу повітряно-десантних військ, Окремої гвардійської повітряно-десантної армії. У грудні 1944 — червні 1946 року — член Військової ради 9-ї гвардійської армії. У червні 1946 — березні 1947 року — заступник із політичної частини командувача повітряно-десантних військ СРСР.
У березні 1947 — лютому 1950 року — слухач Вищої військової академії імені Ворошилова.
У лютому — червні 1950 року — завідувач адміністративного відділу ЦК ВКП(б). У червні — 30 грудня 1950 року — завідувач відділу партійних, профспілкових і комсомольських органів ЦК ВКП(б). 30 грудня 1950 — жовтень 1952 року — завідувач адміністративного відділу ЦК ВКП(б).
У жовтні 1952 — березні 1953 року — член і 1-й секретар Постійної комісії з питань оборони при Президії ЦК КПРС.
У березні 1953 — червні 1956 року — секретар партійної організації при Секретаріаті ЦК КПРС.
У червні 1956 — квітні 1961 року — відповідальний секретар партійної комісії при Головному політичному управлінні Радянської Армії і ВМФ СРСР. З квітня по жовтень 1961 року знаходився у розпорядженні Головного політичного управління Радянської Армії і ВМФ СРСР. Звільнений у запас через хворобу.
З жовтня 1961 року — у відставці, проживав у Москві. Похований на Новодівочому цвинтарі Москви.

## Звання
- генерал-майор (6.12.1942)
- генерал-лейтенант (5.11.1944)

## Нагороди
- орден Червоного Прапора
- два ордени Трудового Червоного Прапора
- орден Кутузова ІІ ст.
- орден «За угорську свободу» I ст.
- медалі